# Anthrax obscurifrons
Anthrax obscurifrons är en tvåvingeart som först beskrevs av Enrico Adelelmo Brunetti 1909.  Anthrax obscurifrons ingår i släktet Anthrax och familjen svävflugor. Inga underarter finns listade i Catalogue of Life.